# ウスエイ
ウスエイ(薄鱏、Plesiobatis daviesi)はトビエイ目に属するエイの一種。ウスエイ科、ウスエイ属は単型。インド太平洋に広く分布し、細かい堆積物に覆われた深度275-680mの上部大陸斜面に生息する。体長2.7m・体幅1.5mになる。丸い体盤、柔らかく長い吻を持つ。尾の後半は細長い葉状の尾鰭となる。体の上面は暗色で下面は白、皮膚は小さな皮歯に覆われる。
甲殻類・頭足類・魚類を食べる。おそらく無胎盤性胎生。捕獲した場合には尾の毒棘に注意する必要がある。底引き網などで漁獲されるがその量は少ないため、IUCNは軽度懸念としている。

## 分類
最初の記載は1967年、John H. Wallaceが、ダーバンのOceanographic Research Institute(ORI)による調査の一環として行った。この時点では長く低い尾鰭、背鰭の欠如などの特徴に基づいてUrotrygon属とされた。種小名はその後ORIの所長となったDavid H. Daviesへの献名としてdaviesiとされた。タイプ標本は1996年9月、モザンビークのリンポポ川河口近くで採集され、ホロタイプは体幅92cmの成熟雄、パラタイプは体幅33cmの未成熟雄。
西田清徳は1990年の形態系統解析により、ウスエイはムツエラエイ(Hexatrygon bickelli)とともに、トビエイ亜目の基底クレードを構成すると結論した。その結果ウスエイは古代ギリシア語のplesio(原始的な)、batis(エイ)に由来するPlesiobatis属に移された。その後の研究でもこれは支持されたが、他のタクソンとの関係は否定された。1996年のJohn McEachran・Katherine Dunn・三宅 力による研究では、ウスエイの系統的位置は十分に明らかにならず、暫定的にムツエラエイ科とされた。2004年のMcEachranとNeil Aschlimanによる研究では、ウスエイはヒラタエイ属(Urolophus)の姉妹群となり、ヒラタエイ科に含めることが推奨されたが、さらなる検証が行われるまではウスエイ科を残すべきだとしている。

## 分布
インド太平洋に広く分布し、南アフリカのクワズール・ナタール州・モザンビーク・マンナール湾・北部アンダマン諸島・南シナ海・南西諸島・九州パラオ海嶺・オーストラリア北西部のローリー・ショールズからシャーク湾・オーストラリア北東部のタウンズビルからWooli・ニューカレドニア・ハワイで記録されている。底生魚で深度275-680m、泥やシルトに覆われた上部大陸斜面に生息する。モザンビーク沖の深度44mから得られたこともある。オーストラリア熱帯域では一般的であるようだが、他の場所では稀種。

## 形態
体は柔らかく、体盤は幅より長さのほうが長い。前縁は吻に向けて尖る。吻は薄く、長さは眼窩径の6倍以上。眼は小さく、後縁が角張った噴水孔のすぐ前にある。鼻孔は大きくて丸く、広い溝で口とつながる。鼻孔間には皮膚の弛みがあり、その後縁は強く縁取られる。広く真っ直ぐな口には32 - 60の歯列が並び、年齢と共に増える。歯は小さく鈍いが、成体雄の中央の歯は鋭く後ろを向く。5対の小さい鰓裂が体盤下面に並ぶ。
腹鰭は小さく、外側の角は丸い。少し太い尾は体盤長の93 - 102% になり、背鰭を欠く。1 - 2本の鋸歯状の棘が、尾のやや基部寄り上部から生える。細く上下対称な尾鰭は棘のすぐ後方から始まり、後縁は丸い葉状。皮膚は細かく密な皮歯に覆われるが、腹鰭・体盤腹側縁・口周辺は覆わない。体色は紫がかった茶から黒。暗い斑点を持つ個体もいる。下面は白だが体盤後縁は暗色。尾は全体的に暗色で、尾鰭は黒。南アフリカ沖で獲れた大型個体は体長2.7m・体幅1.5m・重量118kgだったが、オーストラリア沖では体長2mを超える個体は知られていない。

## 生態

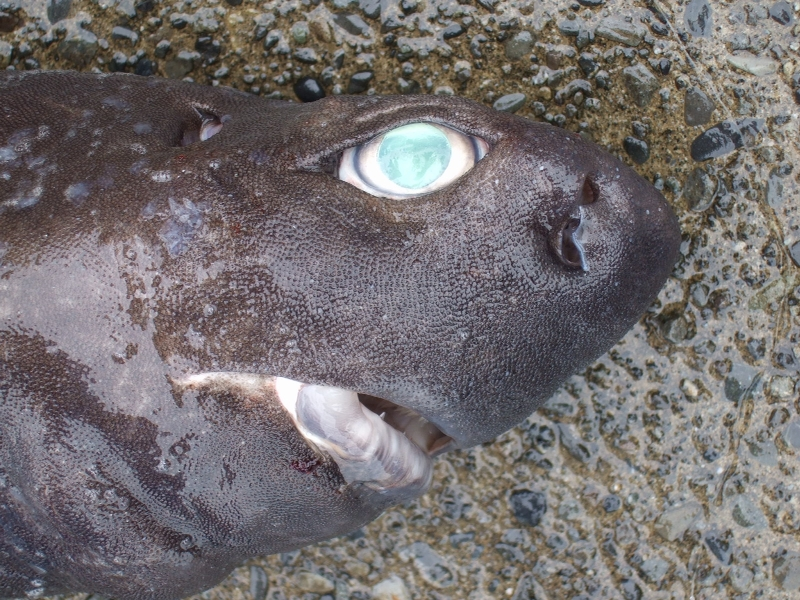
ヨロイザメの頭部

餌は頭足類・甲殻類(クルマエビ類・カニ・ロブスターなど)・硬骨魚(ウナギなど)。長く柔軟な吻は 堆積物中の餌を探すのに適するが、中深層種も捕食しているため、海底から離れて餌を探すこともあると考えられる。ヨロイザメ(Dalatias licha)に肉を抉られた個体が発見されている。他のアカエイ類と同様に胚を組織栄養(子宮乳)で育てる無胎盤性胎生と予想されている。深海性でサイズが大きいため、産仔数は少なく、妊娠期間は長いと考えられている。卵黄嚢の跡が残る捕獲個体によると、稚魚は体長50cm。雄は体長1.30-1.72m、雌は1.89-2.00mで性成熟する。最大サイズや成熟サイズは生息地によって変化する。

## 人との関連
捕獲時には尾の毒棘を振り回すため、漁業者が被害にあうことがある。深海底引き網や延縄で混獲されるが、肉質は悪い。生息域(南アフリカ・台湾・インドネシア・オーストラリア)で大規模な深海商業漁業が行われておらず、水揚げ量も極僅かであるため、IUCNは軽度懸念としている。だが将来的に深海漁業が活発になると、繁殖力が低いために減少することが予想される。